# Міністерство оборони Норвегії
Міністерство оборони Норвегії (FD) або Міністерство оборони Королівства Норвегії (норв. Forsvarsdepartement) — урядове відомство Норвегії, очолюване міністром оборони. Відповідає за розробку та впровадження політики безпеки та оборони Норвегії.
Бюджет Міністерства на 2017 становить 51 млрд норв. крон (майже 1,6 % від ВВП країни) (6,59 млрд доларів).
У найближчі 20 років Норвегія збирається збільшити відрахування на оборону до 180 млрд норв. крон.

## Історія
30 листопада 1814 р. Норвегія створила перше міністерство оборони. Першим міністров був Юхан Свердруп з 1885 по 1889 рр.
Урядова реформа 1818 року запровадила, що з 1 січня 1819 року Норвегія офіційно одержала відомчі назви сьогоднішнього типу.
30 червня 1885 р. Королівським указом Міністерство оборони Норвегії було створене за рахунок злиття Міністерства армії та Військово-морського управління.
У 1905 р. Міністерство оборони було вищим військово-адміністративним органом країни, загальним для армії і флоту. Йому підпорядковувалися командувачі армією і військово-морськими силами. Для вирішення найважливіших питань оборони країни існувала Рада Оборони, в яку входили король, прем'єр-міністр, голова Стортингу, міністр закордонних справ і військовий міністр. У воєнний час головнокомандувачем призначався командувач армією.
У 1938 році Норвегія стояла на передостанньому в Європі (перед Люксембургом) місці по відносній величині військового бюджету — 11 %.
Під час окупації нацистами Норвегії діяльність Міністерства оборони було призупинена.
Сьогоднішній вигляд відомча структура Міністерства оборони в основному закладена в період з 1945 по 1970 роки.

## Керівництво

### Міністр
Міністерство очолює міністр оборони, з 2017 це Франк Бакке-Йенсен.

### Апарат міністерства
- Виконавчий секретаріат
- Відділ зв'язку
- Відділ внутрішнього аудиту
- Управління кадрів і загального обслуговування
- Департамент політики безпеки
- Департамент з питань управління та фінансів
- Департамент воєнної політики та перспективного планування